# Союз ТМ-4
Союз ТМ-4 — радянський пілотований космічний корабель (КК) серії «Союз ТМ», типу 7К-СТ, індекс ГРАУ 11Ф732. Серійний номер 54. Реєстраційні номери: NSSDC ID: 1987-104A; NORAD ID: 18699.
Третій пілотований політ корабля серії «Союз ТМ» до орбітальної станції Мир. 4й пілотований політ до орбітальної станції Мир, 118й пілотований політ, 115й орбітальний політ, 64й радянський політ.
На кораблі почав політ третій основний екіпаж станції (ЕО-3): командир Титов Володимир Георгійович, бортінженер Манаров Муса Хіраманович, космонавт-дослідник екіпажу других відвідин (ЕВ-2) Левченко Анатолій Семенович. Здійснив посадку екіпаж третіх відвідин (ЕВ-3): командир Соловйов Анатолій Якович, бортінженер Савіних Віктор Петрович, космонавт-дослідник Александров Александр Панайотов.
Корабель замінив Союз ТМ-3 як рятувальний апарат у зв'язку з обмеженою тривалістю експлуатації корабля.
Під час польоту корабля Союз ТМ-4: тривали польоти орбітальних комплексів: орбітальна станція Салют-7 з пристикованим транспортним кораблем постачання Космос-1686 (ТКС-4), орбітальна станція Мир з пристикованим космічним кораблем Союз ТМ-3; закінчився політ корабля Союз ТМ-3; відбулись польоти вантажних космічних кораблів Прогрес-34, Прогрес-35, Прогрес-36; почався політ космічного корабля Союз ТМ-5.

## Параметри польоту
- Маса корабля — 7070 кг
- Нахил орбіти — 51,6°
- Орбітальний період — 91,5 хвилин
- Апогей — 357 км
- Перигей — 337 км

### Екіпаж на старті
- Командир ЕО-3 Титов Володимир Георгійович (2й космічний політ)
- Бортінженер ЕО-3 Манаров Муса Хіраманович (1й космічний політ)
- Космонавт-дослідник ЕВ-2 Левченко Анатолій Семенович (1й космічний політ)

#### Дублерний екіпаж
- Командир Волков Олександр Олександрович
- Бортінженер Калері Олександр Юрійович
- Космонавт-дослідник Щукін Олександр Володимирович

#### Запасний екіпаж
- Командир Ляхов Володимир Афанасійович
- Бортінженер Зайцев Андрій Євгенович

### Екіпаж при посадці
- Командир ЕВ-3 Соловйов Анатолій Якович
- Бортінженер ЕВ-3 Савіних Віктор Петрович
- Космонавт-дослідник ЕВ-3 Александров Александр Панайотов (Народна Республіка Болгарія)

## Політ

### Запуск Союзу ТМ-4
21 грудня 1987 об 11:18:03 UTC з космодрому Байконур ракетою-носієм Союз-У2 (11А511У2) було запущено космічний корабель Союз ТМ-4 з екіпажем: командир третього основного екіпажу станції Титов Володимир Георгійович, бортінженер третього основного екіпажу станції Манаров Муса Хіраманович, космонавт-дослідник екіпажу других відвідин (ЕВ-2) Левченко Анатолій Семенович.
У цей час на орбіті перебували: орбітальна станція Мир з пристикованим космічним кораблем Союз ТМ-3 і орбітальна станція Салют-7 з пристикованим транспортним кораблем постачання Космос-1686 (ТКС-4).

### Стикування Союзу ТМ-4
23 грудня 1987 о 12:50:49 UTC космічний корабель Союз ТМ-4 пристикувався до заднього стикувального вузла модуля Квант орбітального комплексу Мир.
Після стикування на станції перебували: командир другого основного екіпажу станції Романенко Юрій Вікторович, бортінженер другого основного екіпажу станції Александров Олександр Павлович, командир третього основного екіпажу станції Титов Володимир Георгійович, бортінженер третього основного екіпажу станції Манаров Муса Хіраманович, космонавт-дослідник екіпажу других відвідин (ЕВ-2) Левченко Анатолій Семенович.
Об'єднаний екіпаж здійснив тренування з евакуації зі станції при імітації бортовим комп'ютером станції надзвичайної ситуації. Другий основний екіпаж проінструктував третій основний екіпаж щодо використання скафандрів.

### Відстикування Союзу ТМ-3
29 грудня 1987 о 05:58 UTC космічний корабель Союз ТМ-3 з екіпажем командир другого основного екіпажу станції Романенко Юрій Вікторович, бортінженер другого основного екіпажу станції Александров Олександр Павлович, космонавт-дослідник екіпажу других відвідин (ЕВ-2) Левченко Анатолій Семенович. відстикувався від перехідного відсіку базового блоку орбітального комплексу Союз ТМ-4+Мир.
Після відстикування на станції перебували: командир третього основного екіпажу станції Титов Володимир Георгійович, бортінженер третього основного екіпажу станції Манаров Муса Хіраманович.
29 грудня 1987 до вмикання двигунів на гальмування відокремився орбітальний модуль і залишився на орбіті 308 X 356 км, о 08:21 UTC корабель Союз ТМ-3 увімкнув двигуни на гальмування для сходу з орбіти і о 09:16:15 UTC приземлився за 140 км на північний схід від міста Аркалик.

### Перестикування Союзу ТМ-4
30 грудня 1987 о 09:09:40 UTC космічний корабель Союз ТМ-4 з командиром третього основного екіпажу станції Титов Володимир Георгійович і бортінженером третього основного екіпажу станції Манаров Муса Хіраманович відстикувався від заднього стикувального вузла модуля Квант комплексу Мир. О 09:28:46 UTC космічний корабель Союз ТМ-4 з командиром третього основного екіпажу станції Титов Володимир Георгійович і бортінженером третього основного екіпажу станції Манаров Муса Хіраманович пристикувався до перехідного відсіку базового блоку орбітального комплексу Мир. Перестикуванням було звільнено задній стикувальний вузол модуля Квант для прийому вантажного корабля Прогрес-34.

### Експеримент Акустика
17 січня космонавти в експерименті Акустика вивчали рівень шуму, створюваного вентиляторами та іншими приладами при роботі. Під час цього експерименту у атмосфері станції підвищився рівень пилу і посилився сморід.

### Прогрес-34
20 січня 1988 о 22:51:54 UTC з космодрому Байконур ракетою-носієм Союз-У2 (11А511У2) було запущено космічний корабель Прогрес-34.
23 січня 1988 о 00:09:09 UTC Прогрес-34 пристикувався до заднього стикувального вузла модуля Квант орбітального комплексу Мир+Союз ТМ-4.

### Вихід у відкритий космос
26 лютого 1988 о 09:30 UTC третій основний екіпаж станції — командир Титов Володимир Георгійович, бортінженер Манаров Муса Хіраманович — почав вихід у відкритий космос. Космонавти зняли частину сонячних батарей, встановлених у червні 1987 другим основним екіпажем станції (командир Романенко Юрій Вікторович, бортінженер Лавейкін Олександр Іванович), і замінили їх новими панелями сонячних батарей, що збільшило енергопостачання станції на 20 %. Одночасно мали випробуватись нові матеріали для виготовлення сонячних батарей і отримання телеметричної інформації. Космонавти також протерли кілька ілюмінаторів станції. що вкрились пилом. Також було сфотографовано станцію ззовні. О 13:55 екіпаж закінчив вихід у відкритий космос тривалістю 4 години 25 хвилин.

### Прогрес-34
4 березня 1988 о 03:40:09 UTC космічний корабель Прогрес-34 відстикувався від заднього стикувального вузла модуля Квант орбітального комплексу Мир+Союз ТМ-4.
4 березня 1988 о 06:45 UTC корабель увімкнув двигуни на гальмування для сходу з орбіти і о 07:29:30 UTC згорів у щільних шарах атмосфери.

### Нова система зв'язку
У кінці березня — на початку квітня космонавти встановили і випробували нову систему телефаксового зв'язку і додаткове обладнання для покращення зв'язку між станцією і Землею.

### Прогрес-35
23 березня 1988 о 21:05:12 UTC з космодрому Байконур ракетою-носієм Союз-У2 (11А511У2) було запущено космічний корабель Прогрес-35.
25 березня 1988 о 22:21:35 UTC Прогрес-35 пристикувався до заднього стикувального вузла модуля Квант орбітального комплексу Мир+Союз ТМ-4.
5 травня 1988 о 01:36:03 UTC космічний корабель Прогрес-35 відстикувався від заднього стикувального вузла модуля Квант орбітального комплексу Мир+Союз ТМ-4.
5 травня 1988 о 06:01:30 UTC корабель увімкнув двигуни на гальмування для сходу з орбіти і о 06:56:19 UTC згорів у щільних шарах атмосфери.

### Прогрес-36
13 травня 1988 о 00:30:25 UTC з космодрому Байконур ракетою-носієм Союз-У2 (11А511У2) було запущено космічний корабель Прогрес-36.
15 травня 1988 о 02:13:26 UTC Прогрес-36 пристикувався до заднього стикувального вузла модуля Квант орбітального комплексу Мир+Союз ТМ-4.
5 червня 1988 об 11:11:55 UTC космічний корабель Прогрес-36 відстикувався від заднього стикувального вузла модуля Квант орбітального комплексу Мир+Союз ТМ-4.
5 червня 1988 о 20:28:00 UTC корабель увімкнув двигуни на гальмування для сходу з орбіти і о 21:18:40 UTC згорів у щільних шарах атмосфери.

### Запуск Союзу ТМ-5
7 червня 1988 о 14:03:13 UTC з космодрому Байконур ракетою-носієм Союз-У2 (11А511У2) було запущено космічний корабель Союз ТМ-5 з екіпажем третіх відвідин: командир Соловйов Анатолій Якович, бортінженер Савіних Віктор Петрович, космонавт-дослідник Александров Александр Панайотов (Народна Республіка Болгарія).
У цей час на орбіті перебували: орбітальна станція Мир з пристикованим космічним кораблем Союз ТМ-4 і орбітальна станція Салют-7 з пристикованим транспортним кораблем постачання Космос-1686 (ТКС-4).

### Стикування Союзу ТМ-5
9 червня 1988 о 15:57:10 UTC космічний корабель Союз ТМ-5 пристикувався до заднього стикувального вузла модуля Квант орбітального комплексу Мир.
Після стикування на станції перебували: третій основний екіпаж станції (ЕО-3): командир Титов Володимир Георгійович, бортінженер Манаров Муса Хіраманович; екіпаж третіх відвідин (ЕВ-3): командир Соловйов Анатолій Якович, бортінженер Савіних Віктор Петрович, космонавт-дослідник Александров Александр Панайотов (Народна Республіка Болгарія). Це був другий болгарський космонавт і перший на радянській орбітальній станції — внаслідок аварійного польоту космічного корабля Союз-33 перший болгарський космонавт не зміг потрапити на станцію Салют-6.
Болгарський космонавт використав майже 2 тонни обладнання, доставленого вантажними кораблями Прогрес для виконання 46 експериментів за програмою Шипка.

### Відстикування Союзу ТМ-4
17 червня 1988 о 06:20:50 UTC космічний корабель Союз ТМ-4 з екіпажем третіх відвідин — командир Соловйов Анатолій Якович, бортінженер Савіних Віктор Петрович, космонавт-дослідник Александров Александр Панайотов (Народна Республіка Болгарія) — відстикувався від перехідного відсіку базового блоку орбітального комплексу Союз ТМ-5+Мир.
Після відстикування на станції залишився третій основний екіпаж станції (ЕО-3): командир Титов Володимир Георгійович, бортінженер Манаров Муса Хіраманович:

### Посадка Союзу ТМ-4
17 червня 1988 до вмикання двигунів на гальмування відокремився орбітальний модуль , о 09:22:38 UTC корабель Союз ТМ-4 увімкнув двигуни на гальмування для сходу з орбіти і о 10:12:32UTC приземлився за 202 км від міста Джезказган.

## Галерея
|                      |
| Союз_ТМ-3 +Мир+Квант |

|                                 |
| Союз_ТМ-3 +Мир+Квант+ Союз_ТМ-4 |

|                      |
| Мир+Квант+ Союз_ТМ-4 |

|                      |
| Союз_ТМ-4 +Мир+Квант |

|                                  |
| Союз_ТМ-4 +Мир+Квант+ Прогрес-34 |

|                      |
| Союз_ТМ-4 +Мир+Квант |

|                                  |
| Союз_ТМ-4 +Мир+Квант+ Прогрес-35 |

|                      |
| Союз_ТМ-4 +Мир+Квант |

|                                  |
| Союз_ТМ-4 +Мир+Квант+ Прогрес-36 |

|                      |
| Союз_ТМ-4 +Мир+Квант |

|                                 |
| Союз_ТМ-4 +Мир+Квант+ Союз_ТМ-5 |

|                      |
| Мир+Квант+ Союз_ТМ-5 |